# 安加爾起降場
安加爾起降場（FAA代碼：ANG）是一座位於帛琉安加爾的飛機起降場，主要功能是提供美國空軍以及少數民航業務使用。

## 航空公司與目的地
| 航空公司 | 目的地         |
| -------- | -------------- |
| 貝琉航空 | 貝里琉、科羅爾 |